# Valentín Ferraz
Valentín Ferraz y Barrau (Anciles, Huesca, 14 de febrero de 1792 – El Escorial, Madrid, 31 de agosto de 1866) fue un militar y político español, que ocupó importantes cargos en la España isabelina, incluida la presidencia del Consejo de Ministros.

## Biografía
Nació en una familia infanzona, documentada en el valle de Benasque (Huesca) desde el siglo XII, a la que han pertenecido ilustres clérigos, políticos, juristas y militares. Su padre fue Tomás Ferraz y Subirá (nacido en Casa Faure de Benasque), hijo segundón de la familia que se casó con Teresa Barrau y Lisa, heredera de Casa Barrau de Anciles. 
Era sobrino de Antonio Cornel y Ferraz, ministro de la Guerra de Carlos IV, y primo hermano de José Ferraz y Cornel, ministro de Hacienda en 1840, y de Francisco Javier Ferraz y Cornel, teniente general y presidente del Tribunal Supremo de Guerra y Marina. Tuvo dos hermanos: Francisco (heredero de Casa Barrau) y Pedro (Teniente General de los Reales Ejércitos).

## Guerra de Independencia Española
En 1808 sentó plaza como cadete en el Regimiento de Dragones del Rey al comienzo del Segundo Sitio de la ciudad de Zaragoza, durante la invasión napoleónica, fue hecho prisionero tras la rendición de la plaza luego de dos meses de feroces combates en las calles de la ciudad, logró sin embargo fugarse y reintegrarse al ejército español lo que le valió el ascenso a alférez en 1809. Ese mismo año hizo la campaña de Valencia, amenazada por el ejército francés del mariscal Louis Gabriel Suchet, tomó parte en los constantes combates y escaramuzas que se sucedieron hasta la caída de la ciudad; sin embargo, la retirada de la mayor parte de las tropas francesas para la campaña de Rusia y la ofensiva de Wellington desde Portugal, permitieron a los aliados expulsar a los franceses de España, encontrándose el regimiento de Ferraz en los campos de La Mancha donde tuvo ocasión de distinguirse en los combates que precedieron a la expulsión francesa y la firma de la paz. Finalizada la contienda con el grado de teniente, solicitó destino en América donde los ejércitos reales se enfrentaban a los independentistas.

## En el Ejército Real del Perú
En 1815 Ferraz fue destinado al regimiento Cazadores del Rey, el cual había sido destinado al Depósito de Ultramar y debía partir para el Perú con el objeto de formar la escolta del nuevo General en Jefe del Ejército del Alto Perú, el brigadier José de la Serna, en cuya compañía se embarcó en Cádiz el 8 de mayo de 1816 a bordo de la fragata La Venganza. Ascendido a capitán y al mando de 4 oficiales y 46 soldados de su regimiento desembarcó en el puerto peruano de Arica el 8 de septiembre del mismo año de donde tras reunir los caballos y suministros necesarios para la campaña pasó al frente de guerra altoperuano para reunirse con el ejército real en su cuartel de Cotagaita, sobre la base de esta tropa europea sería creado en 1817 el escuadrón de Granaderos de la Guardia con una fuerza original de 78 hombres de la que Ferraz era jefe y a cuyo mando hizo las campañas de Tarija, Jujuy y Salta, recuperando los territorios que habían sido ocupados por los independentistas argentinos. El buen desempeño del cuerpo de Ferraz haría que este dejara de ser uno de escolta para convertirse en un regimiento de línea que llegó a tener cuatro escuadrones y dos compañías de batidores y tiradores con un total de 600 hombres.
De los granaderos de la guardia, por su instrucción, brillantez y disciplina, decía el general Juan Ramírez Orozco "tal vez habrá muy pocos en la Península", mientras que Baldomero Espartero iba más allá y señalaba que "no cedía en nada los mejores de Europa". Tales elogios provenientes de dos veteranos oficiales europeos evidencian las dotes de Ferraz como oficial de caballería y su disposición para el mando.
Con motivo de la invasión del general San Martín al corazón del virreinato peruano en 1820, los granaderos de Ferraz abandonaron el Alto Perú para dirigirse a Lima; durante el trayecto tuvieron que atravesar 700 leguas muchas veces por provincias sublevadas como Huamanga, Huancavelica y Tarma, sufriendo el constante acaso de las guerrillas y montoneras locales. Reincorporado al ejército del bajo Perú, el ya comandante Ferraz tuvo ocasión de distinguirse en la incursión que el general Canterac dirigió sobre la sitiada fortaleza del Callao y en los demás hechos de armas que tuvieron lugar esos años durante los cuales ascendió a Brigadier.
En septiembre de 1823 el virrey La Serna lo nombró comandante general de la Caballería del Ejército del Sur, conservando además el mando de su regimiento. El más significativo hecho de armas que protagonizaría sería el combate de Arequipa donde al mando de sus granaderos, Ferraz derrotó a la caballería independentista superior en número y mandada por experimentados oficiales europeos veteranos ambos de la guerras napoleónicas, el francés Pedro Benigno Raulet y el inglés Guillermo Miller. Este combate no solo permitió la recuperación de la importante plaza de Arequipa sino que también reanimó al resto de la caballería realista que se encontraba desmoralizada tras haber sido batida en la batalla de Zepita por los húsares de la Legión Peruana. Por esta intervención Ferraz recibiría años más tarde la más preciada de las condecoraciones militares españolas: la Laureada de San Fernando.
EL regimiento de Ferraz no tendría sin embargo la oportunidad de participar en la importante batalla de caballerías ocurrida a orillas del lago Junín, esto debido a que la sublevación del ejército altoperuano de Olañeta obligó al virrey a mandar contra él al ejército del sur al mando de Valdés, tras sangrientos combates en los cuales el regimiento de Ferraz fue diezmado, la campaña hubo de ser abandonada para volver al Cusco donde el virrey reunía a su ejército para la lucha final contra Sucre. El 9 de diciembre de 1824 el brigadier Ferraz comandó a la caballería realista en la batalla de Ayacucho, la carga que realizó y en la cual fue muerto de un disparo el caballo que montaba no logró impedir la derrota y dispersión del ejército del virrey, debió la vida a un soldado indígena de su regimiento que en medio de la precipitada retirada y bajo el fuego enemigo le cedió su montura, permitiéndole retirarse del campo.
Comprendido en la capitulación de Ayacucho se embarcó para la península poco después, le acompañaban unos pocos subalternos con los que había llegado al Perú 9 años atrás.

## Retorno a España y últimos años
Regresó a España en 1825, impulsando su carrera profesional a la sombra del general Baldomero Espartero hasta las más altas instituciones, fiel siempre a sus ideas liberales: teniente general de los ejércitos, director general del arma de Caballería, inspector general de la Milicia Nacional, vocal de las juntas consultivas de Guerra y Ultramar, diputado y senador del Reino por la provincia de Huesca, alcalde de Madrid, ministro de la Guerra en cuatro ocasiones y presidente del Consejo de Ministros en las últimas semanas de la regencia de María Cristina de Borbón.
Especialmente reseñable es el periodo en que estuvo al frente de la Dirección General de Caballería. Su tarea en este período fue una auténtica demostración de iniciativa, actividad y dotes de mando, circunstancia que, unida a la creación de una academia estable para el Arma en Alcalá de Henares, le ha hecho merecedor del sobrenombre de Regenerador de la Caballería española.
En 1865, un año antes de su fallecimiento, la madrileña calle de San Marcial, comprendida entre la plaza de España y el paseo de Moret, pasó a denominarse Valentín Ferraz, nombre que mantiene en la actualidad. En su número 70 moriría en 1925 el fundador del Partido Socialista Obrero Español, Pablo Iglesias, edificio donde tiene hoy su sede principal la formación política y motivo por el cual el apellido de Valentín ha hecho marquismo en la opinión pública y los medios de comunicación.
| Predecesor: Antonio González y González    | Presidente del Consejo de Ministros de España 1840 | Sucesor: Modesto Cortázar (interino)            |
| Predecesor: Manuel Varela Limia (interino) | Ministro de Guerra 1840                            | Sucesor: Francisco Javier Azpiroz               |
| Predecesor: José Seco Baldor               | Alcalde de Madrid 1855 - 1857                      | Sucesor: Jacobo Fitz-James Stuart y Ventimiglia |